# Tungenes fyr
Tungenes fyr ligger på Tungeneset i Randaberg kommune, ca. 10 km nordvest for Stavanger, i Rogaland fylke i Norge. Fyret blev etableret i 1828 og nedlagt i 1984. I dag bruges det som fyrmuseum. Fyret er indrettet som det var da fyrmesteren boede på fyret, ca. 1930. Der er også havbrugssamlinger med en unik bådesamling.

## Eksterne kilder og henvisninger
- Wikimedia Commons har flere filer relateret til Tungenes fyr
- Om Tungenes fyr på Store Norske Leksikon
- Tungenes fyr på lokalhistoriewiki.no
- Tungenes fyr på Riksantikvarens hjemmeside kulturminnesok.no